# Heterometra madagascarensis
Heterometra madagascarensis is een haarster uit de familie Himerometridae.
De wetenschappelijke naam van de soort werd in 1911 gepubliceerd door Austin Hobart Clark.